# オーダースーツSADA
株式会社オーダースーツSADA（さだ）は、1923年（大正12年）に創業した日本の紳士服製造卸、紳士服受注・縫製、オーダー紳士服、ユニフォーム受注・製造・販売を行う企業。ブランド名と店舗名は オーダースーツSADA。
法人化は1957年（昭和32年）。2022年（令和4年）6月現在、全国に50の実店舗を構える。
2019年8月に株式会社佐田から株式会社オーダースーツSADAへ社名変更。

## 会社概要
関東大震災後に東京市神田區で服飾雑貨卸として創業。第二次世界大戦後、2代目の茂司が今日の事業の柱であるオーダースーツ事業に進出。グループ再編により今日に至る。
宮城県内に国内唯一の縫製工場を構えることから、地元のプロサッカークラブであるベガルタ仙台が試合以外の公の場面で着るスーツを発注したのを機に、多くのプロサッカーチームにスーツを供給。近年はプロ野球界にも進出した。
- 本拠所在地：東京都千代田区岩本町2-12-5 早川トナカイビル5F
- 商号：株式会社佐田
- 創業：1923年（法人化1957年）
- 資本金：100,000千円
- 代表者：佐田展隆
- 事業内容：紳士服製造卸、紳士服受注・縫製、オーダー紳士服、ユニフォーム受注・製造・販売。

## 沿革
- 1923年（大正12年）11月　佐田定三、米川本店より独立。（佐田グループの出発）
- 1945年（昭和20年）　佐田茂司、満州より生還。戦中通信隊での技術を活かし、焼け野原の神田にてラジオ修理業を開業。
- 1950年（昭和25年）7月　佐田茂司、紳士服地卸商・佐田羅紗店を分離設立。
- 1957年（昭和32年）1月　註文紳士服直販部門アルゴ設立。
- 1959年（昭和34年）7月　銀座アルゴ、数寄屋橋ショッピングセンターに、銀座店開設。
- 1960年（昭和35年）2月　銀座アルゴ、紳士服縫製工場・江戸川工場設立。（後、佐田被服工業として独立）
- 1961年（昭和36年）8月　佐田被服工業株式会社（註文紳士服縫製部門）を設立。同時に埼玉県大宮市に東京工業を竣工。（江戸川工場閉鎖）
- 1967年（昭和42年）5月　佐田被服工業、宮城県三本木町に三本木工場を設立。
- 1972年（昭和47年）9月　佐田被服工業・三本木新工場竣工、移転。
- 1979年（昭和54年）1月　株式会社佐田羅紗店と佐田被服工業株式会社を合併し,株式会社佐田を設立。
- 1982年（昭和57年）1月　東京アルゴ・銀座アルゴ・銀座アルゴ東北の発足。
- 1984年（昭和59年）8月　トラッド・ブランド「BAY BRIDGE」を発売。
- 1985年（昭和63年）9月　岩手県西根町に西根工場設立。ECブランド「T-Bird」を発売。
- 1990年（平成2年）3月　日中合弁企業・北京佐田雷蒙服装有限公司を設立。
- 1991年（平成3年）9月　大宮テクノセンターを設立。
- 1993年（平成5年）　中国国際服装博覧会金賞受賞。
- 1994年（平成6年）　中国国際服装博覧会金賞受賞。
- 2000年 （平成12年）4月　北京データＦＡＸオーダー事業の名称を「I･O・S」（佐田インターネット・オーダー・システム ）に変更。
- 2002年（平成14年）　北京佐田電蒙服装有限公司（北京工場）を北京市通州区に拡大・移転。西根工場を北京工場に統合。工場直販店オーダースーツSADA　1号店を神田に出店、直販部門・銀座アルゴを吸収合併。
- 2002年（平成14年）3月　西根工場を三本木工場に統合。
- 2003年（平成15年）1月　埼玉県さいたま市に大宮テクノセンターを移転。
- 2003年（平成15年）3月　(株) 佐田のWeb サイト開設。楽天ショップオーダースーツSADA開店。
- 2005年（平成17年）　大阪府大阪市内に大阪営業所を移転。
- 2006年（平成18年）　宮城県仙台市内に東北営業所を移転。
- 2006年（平成18年）　ベガルタ仙台のオフィシャルスーツサプライヤーとなる。（スポーツ界への進出第1号）
- 2007年（平成19年）　福岡県福岡市内に福岡営業所設立。
- 2008年（平成20年）　東京都千代田区にテクノセンターを移転。
- 2009年（平成21年）　工場直販店オーダースーツSADA　10店舗に拡大。
- 2011年（平成23年）　東日本大震災にて宮城の三本木工場が被災。1ヶ月でフル稼働に復帰。
- 2012年（平成24年）　4代目・佐田展隆　代表取締役社長就任。
- 2013年（平成25年）　北京1号店「佐田雷蒙　西服定制」を北京市朝陽区の万通中心に出店。YouTubeチャンネル『さだ社長』開設。
- 2014年（平成26年）　佐田のWebサイトにて本店ネットショップを開店[1]。
- 2019年（令和元年）8月　株式会社佐田から株式会社オーダースーツSADAへ社名変更。
- 2021年（令和3年）　東京商工会議所主催「第19回勇気ある経営大賞」奨励賞受賞[2]、ダイヤモンド経営者倶楽部特別賞受賞[3]。
- 2022年（令和4年）　YouTubeチャンネル『オーダースーツSADAチャンネル』を開設。
- 2023年（令和5年）11月　YouTubeチャンネル『オーダースーツSADAチャンネル』が登録者10万人を達成。

## オフィシャルスーツサプライヤー
「オーダースーツSADA」名義で以下のスポーツクラブのオフィシャルスーツサプライヤーとなっている。※は本拠地域に店舗があるクラブで、スーツ供給の窓口ともなっている。

### 日本プロサッカーリーグ
- ベガルタ仙台※[5]
- 大宮アルディージャ※[6]
- 柏レイソル※[7]
- 横浜FC※[8]
- 名古屋グランパス※[9]
- アビスパ福岡※[10]
- ツエーゲン金沢※[11]
- ガンバ大阪※[12]
- ロアッソ熊本[13]
- FC町田ゼルビア※[14]

### なでしこリーグ
- INAC神戸レオネッサ※[15]
- マイナビ仙台レディース※
- ASエルフェン埼玉

### ジャパン・プロフェッショナル・バスケットボールリーグ
- 千葉ジェッツふなばし※
- 宇都宮ブレックス※
- 群馬クレインサンダース
- レバンガ北海道
- 富山グラウジーズ
- 東京八王子ビートレインズ

### V.LEAGUE
- VC長野トライデンツ
- 奈良ドリーマーズ

### 日本プロ野球
- 阪神タイガース[16]

## 4代目社長「佐田展隆」
佐田 展隆（さだ のぶたか、1974年9月23日 - ）は、日本の実業家、YouTuber。株式会社佐田（現・株式会社オーダースーツSADA）の4代目代表取締役社長。
借金25億円の会社を承継し、年商32億円企業へ変貌させた。東京都杉並区出身。一橋大学経済学部卒業。

### 経歴
1974年（昭和49年）生まれ、東京都杉並区出身。東京都立西高等学校、一橋大学経済学部を卒業後、東レ（株）に入社して営業職に就く。
2003年（平成15年）父からの要請により、29歳で（株）佐田に移る。
2005年（平成17年）には代表取締役に就任。破綻寸前の会社を黒字化するも、莫大に抱えた有利子負債の問題を解決すべく2007年（平成19年）金融機関の債権放棄と共に会社を再生ファンドに売却することを決意。
経営コンサルタントを経て、2011年（平成23年）当時のオーナーから再び立て直しを任され（株）佐田に復帰。社長としてオーダースーツの工場直販事業に注力。
2023年（令和5年）青淵渋沢栄一翁顕彰会より「論語と算盤大賞」受賞。
現在は直販店「オーダースーツSADA」を48店舗運営している。

### 人物
- 小学校から高校まで「キャプテン翼」が好きでサッカー部に所属、大学時代はノルディック複合競技で選手として活躍した体育会系[19]
- 趣味はスキージャンプ、富士山登山、東京マラソンを走ること[19]
- 座右の銘は「座右の銘	おもしろき　こともなき世を　おもしろく」[20] と「迷ったら茨の道を行け！」である。
- 2児の父（1男、1女）[21]
- 好きな経営理念の言葉は祖父の口癖だった「迷ったら茨の道を行け」[22][23]
- 東レ（株）の営業職に従事していたとき、（株）佐田の社長を務める父から唐突に『帰ってきてくれ』との連絡があった。展隆は長男なので将来的には家業を継ぐ可能性があるかもしれないという意識はあったが、3人兄弟のうち誰かが継げばいいと思っていた。声がかかるにしてももっと先の話だろうと考えていたので正直びっくりしたという[17]。
- 自社オーダースーツPRの為、自社スーツを纏い、スキージャンプを飛ぶ、富士山頂から山スキーを滑る、東京マラソンを走る等のチャレンジを行い、動画をYouTubeにアップしている[24][25]。幹部社員と飲んでいるとき「最近はYouTubeマーケティングが流行っている。自社製品を使って社長が変なことをするのがトレンド」と聞き、すぐさま実行におこし、その様子をYouTube配信したらバズった[23]。

### 著書
- 『迷ったら茨の道を行け 紳士服業界に旋風を巻き起こすオーダースーツSADAの挑戦』（ダイヤモンド社、2018年12月20日）　ISBN 978-4478104705

## テレビ番組
- 日経スペシャル カンブリア宮殿 迷ったら茨の道を行け！激安オーダースーツで業界に風穴（2019年10月17日、テレビ東京）[26]